# Benicarló
Benicarló – miasto na północy prowincji Castellón we wschodniej Hiszpanii, we wspólnocie autonomicznej Walencja. Miasto położone jest na wybrzeżu Morza Śródziemnego, pomiędzy miejscowościami Vinarós i Peñíscola. W 2005 roku liczyło 25 244 mieszkańców.
Miejscowa ludność na co dzień używa języka walenckiego, pomimo tego język hiszpański jest równie ważny i wszyscy mieszkańcy potrafią się nim posługiwać.
Miasto posiada miejską piaszczystą plażę Morrongo, oraz dwie kamieniste usytuowane na obrzeżach: La Mar Chica na północy i graniczącą z Peníscolą plażę La Caracola.
Pod koniec XIX wieku miasto produkowało znaczne ilości wina. W latach 1931–1944 wybudowany został port morski dając początek rybołówstwu na wielką skalę. Dziś miasto utrzymuje się głównie dzięki przemysłowi meblarskiemu, budownictwu oraz przemysłowi chemicznemu. Na obrzeżach usytuowane są dwie duże fabryki chemiczne amerykańskich korporacji Ashland Inc. oraz IFF.
W mieście znajduje się stacja kolejowa Benicarló-Peñíscola należąca do systemu hiszpańskiej kolei RENFE. Ponadto pomiędzy Peníscolą, Benicarló a Vinarós z dużą częstotliwością kursują lokalne autobusy.

## Współpraca
- Ladispoli, Włochy